# Professor Layton and the Lost Future
Professor Layton and the Lost Future (レイトン教授と最後の時間旅行, Reiton-kyōju to Saigo no Jikan Ryokō, literalment El professor Layton i el futur perdut), anomenat Professor Layton and the Unwound Future fora d'Europa, és el tercer i últim videojoc de la primera trilogia de la sèrie Professor Layton per a Nintendo DS. Es tracta d'un videojoc de trencaclosques i aventura gràfica desenvolupat per Level-5, que va sortir al mercat del Japó el 2008, i el 2010 a la resta del món.

## Jugabilitat
Com als anteriors videojocs de la sèrie Professor Layton, a The Lost Future el jugador ha de resoldre trencaclosques (puzles) proposats pels habitants dels llocs visitats per poder avançar en la història. El jugador pot utilitzar la pantalla tàctil de la Nintendo DS per seleccionar personatges i conversar-hi per obtenir informació o puzles.
Els puzles són variats: de lògica, de matemàtiques, visuals, de moure blocs... El jugador té disponibles quatre pistes, l'última de les quals és una novetat respecte al videojoc predecessor: es tracta d'una pista especial, que val dues monedes en lloc d'una, i que gairebé revela la solució del puzle. Si el jugador resol el trencaclosques correctament, rep una determinada quantitat de "picarats", la puntuació del joc, que disminueix si s'introdueix una resposta errònia.
A més, també hi ha disponibles tres minijocs, que es poden completar amb objectes que s'obtenen resolent puzles: són un llibre d'il·lustracions on s'han de crear històries, un entrenament per a un lloro i un circuit per a un cotxe. A part dels 168 puzles disponibles durant l'aventura, 30 més es poden descarregar a través de la connexió Wi-Fi de Nintendo (un per setmana fins a 30 setmanes). Tanmateix, des del maig del 2014 aquest servei ja no està disponible.

## Argument
En Layton i en Luke són convidats en una demostració d'una màquina del temps construïda pel doctor Alain Stahngun, però l'experiment va malament i acaba amb la desaparició del científic i del primer ministre britànic, Bill Hawks. Una setmana després, quan s'ha descobert que molts altres científics han anat desapareixent, en Layton i en Luke reben una carta del mateix Luke, deu anys en el futur, que els condueix fins a una botiga de rellotges. Quan en surten, es troben al Londres del futur, deu anys endavant, on coneixen en Luke del futur. Els explica que en Layton del futur s'ha convertit en el cap d'una mena de màfia, anomenada Família, que ha pres el control de la ciutat.
Els protagonistes hauran de descobrir la veritat sobre el Londres del futur, mentre en Layton recordarà fets importants del seu passat, abans d'esdevenir professor d'universitat.

## Recepció
Professor Layton and the Lost Future va rebre crítiques molt positives i va ser considerat el millor videojoc de la sèrie fins llavors. El programa de televisió Good Game: Spawn Point va atorgar-li una puntuació de 9 sobre 10. La mateixa nota li va atorgar Nintendo Power, i en els premis organitzats per la susdita revista va ser reconegut com el millor videojoc de trencaclosques i el videojoc amb el final més potent del 2010.
El desembre del 2010, The Lost Future havia venut 862.697 còpies al Japó i més d'1,87 milions de còpies a Amèrica i Europa. El març del 2011 les vendes a l'Amèrica del Nord havien sumat un total d'1,97 milions de còpies.

## Banda sonora
Com en els dos videjocs anteriors, Tomohito Nishiura va compondre la música, que més tard es va llançar al Japó recopilada en un àlbum titulat Layton Kyoju to Saigo no Jikan Ryoko Original Soundtrack. Squareenixmusic.com va atorgar-li una puntuació de 8 sobre 10 anomenant-lo "el millor àlbum de la trilogia", però va criticar la seva "manca d'entreteniment fora del videojoc".
| 1.            | «最後の時間旅行のテーマ <生演奏ヴァージョン>»             | The Unwound Future (Live Version)          | 3:39  |
| 2.            | «謎3»                                                     | Puzzles Reinvented                         | 2:12  |
| 3.            | «ロンドン2»                                               | London Streets                             | 3:04  |
| 4.            | «手がかりを求め»                                          | Searching for Clues                        | 1:53  |
| 5.            | «緊迫»                                                    | Tension                                    | 2:23  |
| 6.            | «ロンドン3»                                               | More London Streets                        | 3:51  |
| 7.            | «穏やかな町»                                              | A Quiet Town                               | 1:58  |
| 8.            | «カジノナンバー7»                                         | The Gilded 7 Casino                        | 2:42  |
| 9.            | «悲しみの中»                                              | Sorrow                                     | 1:49  |
| 10.           | «不審»                                                    | Suspicion                                  | 2:34  |
| 11.           | «アジアンストリート»                                      | Chinatown                                  | 1:58  |
| 12.           | «ナゾバトル»                                              | Puzzle Battle                              | 1:47  |
| 13.           | «記憶とともに»                                            | Memories                                   | 3:00  |
| 14.           | «六角塔»                                                  | The Towering Pagoda                        | 2:13  |
| 15.           | «教授の推理»                                              | The Professor's Deductions                 | 2:39  |
| 16.           | «ピンチ！»                                                | Crisis                                     | 2:49  |
| 17.           | «科学研究所»                                              | The Research Facility                      | 1:52  |
| 18.           | «謎4»                                                     | Puzzles Reinvented 2                       | 1:59  |
| 19.           | «巨大兵器»                                                | The Mobile Fortress                        | 4:00  |
| 20.           | «教授のカバン（絵本）»                                    | The Picture Book                           | 1:58  |
| 21.           | «教授のカバン（ミニカー）»                                | The Toy Car                                | 1:55  |
| 22.           | «教授のカバン（パロちゃん）»                              | The Parrot                                 | 2:15  |
| 23.           | «時間旅行〜ピアノver.〜（Instrumental）»                  | Time Travel Piano ver.~Instrumental        | 3:15  |
| 24.           | «ロンドン3 <生演奏ヴァージョン>»                          | More London Streets (Live Version)         | 3:14  |
| 25.           | «科学研究所 <生演奏ヴァージョン>»                         | The Research Facility (Live Version)       | 2:33  |
| 26.           | «巨大兵器 <生演奏ヴァージョン>»                           | The Mobile Fortress (Live Version)         | 2:58  |
| 27.           | «六角塔 <ハイクオリティーヴァージョン>»                   | The Towering Pagoda (High Quality Version) | 3:56  |
| 28.           | «教授のカバン（ミニカー） <ハイクオリティーヴァージョン>» | The Toy Car (High Quality Version)         | 3:17  |
| Durada total: | Durada total:                                             | Durada total:                              | 73:43 |